# I Can Only Imagine
I Can Only Imagine – siódmy singel francuskiego DJ-a Davida Guetty nagrany z udziałem amerykańskich artystów Chrisa Browna i Lil Wayne'a z najnowszego albumu Guetty Nothing but the Beat. 28 kwietnia 2012 utwór został wydany w formacie digital download. Piosenkę stworzyli: Christopher Brown, Dwayne Carter, Jacob Luttrell, Nasri Atweh, David Guetta, Giorgio Tuinfort i Frédéric Riesterer, a wyprodukowali: David Guetta, Frédéric Riesterer i  Black Raw.